# Christian Churches Together
Christian Churches Together är en amerikansk ekumenisk organisation, bildad av företrädare för olika kristna kyrkor och organisationer, i Atlanta, USA den 30 mars 2006.

## Medlemsorganisationer
- American Baptist Churches, USA
- Antiochian Orthodox Christian Archdiocese
- Archdiocese of the Syriac Orthodox Church of Antioch
- Armenian Orthodox Church in America
- Bread for the World
- Christian Church (Disciples of Christ)
- Christian Reformed Church in NA
- Church of God (Anderson)
- Church of the Brethren
- Cooperative Baptist Fellowship
- Coptic Orthodox Church
- Elim Fellowship
- Evangelical Covenant Church
- Evangelical Lutheran Church in America
- Evangelicals for Social Action
- Free Methodist Church
- Frälsningsarmén
- Greek Orthodox Archdiocese of America
- Habitat for Humanity International
- International Council of Community Churches
- International Pentecostal Holiness Church
- Mennonite Church USA
- Moravian Church
- National Baptist Convention of America
- National Baptist Convention, USA
- National Hispanic Christian Leadership Conference
- Orthodox Church in America
- Polish National Catholic Church
- Reformed Church in America
- Sojourners
- The Episcopal Church
- The Korean Presbyterian Church in America
- The Presbyterian Church USA
- United Church of Christ
- US Conference of Catholic Bishops
- United Methodist Church
- Vineyard USA
- Wesleyan Church
- World Vision